# Плачеща гургулица
Плачещата гургулица (Zenaida macroura) е вид птица от семейство Гълъбови (Columbidae). Видът е незастрашен от изчезване.

## Разпространение
Разпространен е в Бахамски острови, Белиз, Бермудски острови, Канада, Кайманови острови, Колумбия, Коста Рика, Куба, Доминиканска република, Салвадор, Гватемала, Хаити, Хондурас, Ямайка, Мексико, Никарагуа, Панама, Пуерто Рико, Сен Пиер и Микелон, Търкс и Кайкос и САЩ.